# Experimento de Schiehallion

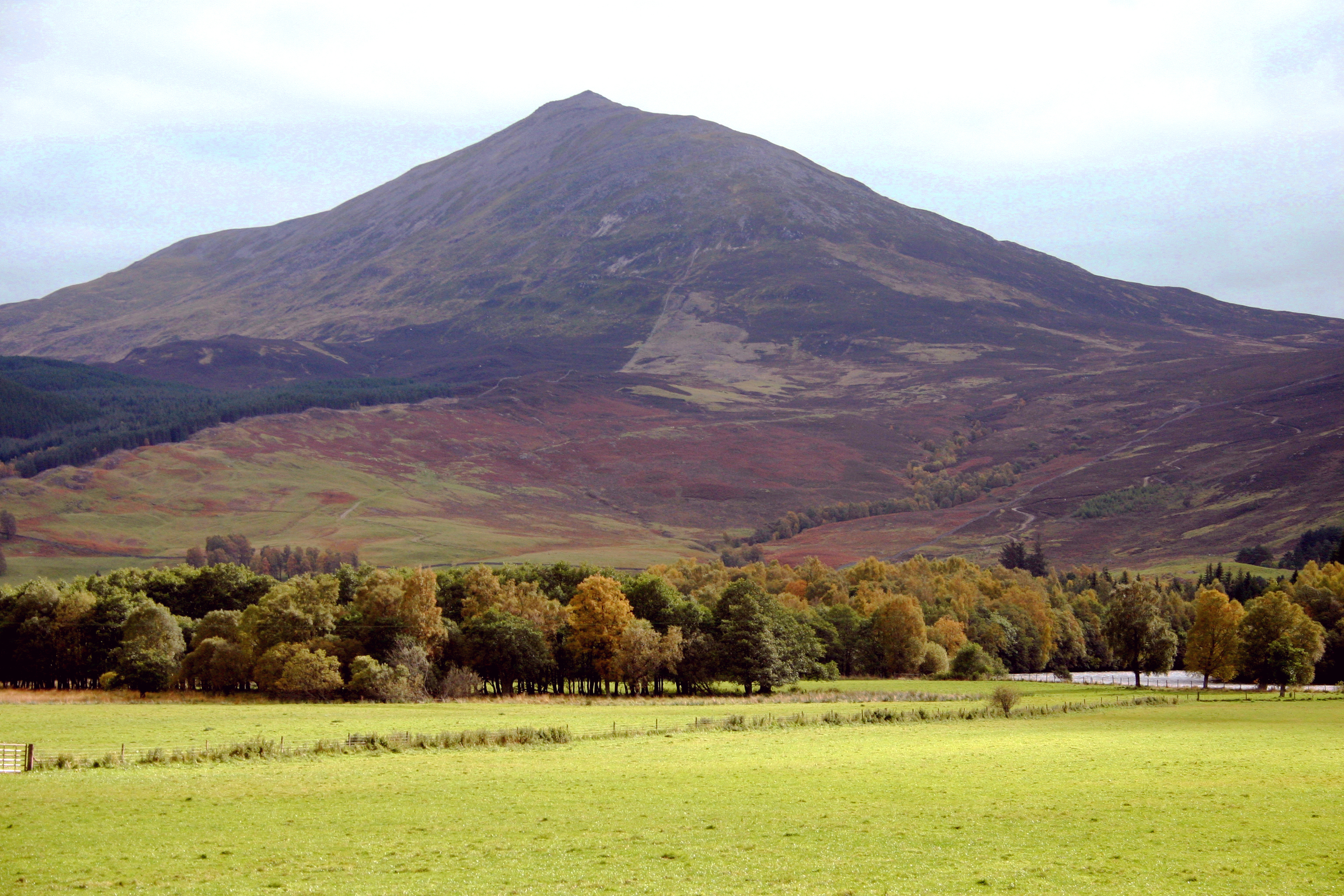
Montaña de Schiehallion: su situación aislada (para evitar otras influencias) y su forma simétrica (más fácil estimación de su volumen) hicieron de ella un buen emplazamiento para el experimento.

El experimento de Schiehallion fue un experimento científico realizado en el siglo XVIII para determinar la densidad media de la Tierra. Se llevó a cabo a mediados de 1774 en los alrededores de la montaña escocesa de Schiehallion, en el condado de Perthshire. El experimento, financiado por la Royal Society, consistió en medir las ligeras variaciones que sufría un péndulo debidas a la atracción gravitatoria de una montaña cercana. Tras la búsqueda de montañas candidatas, Schiehallion fue considerada la localización ideal para su realización, gracias a su situación aislada y su forma simétrica.
Isaac Newton ya había considerado previamente la realización del experimento como demostración práctica de su teoría de la gravitación en sus Principia, pero finalmente rechazó la idea. No obstante, un equipo de científicos, entre los que se encontraba el Astrónomo Real Nevil Maskelyne, se convencieron de que el efecto sería detectable y se comprometieron a llevarlo a cabo.
El ángulo de desviación dependía de los volúmenes y densidades relativos entre la Tierra y la montaña: si se determinaba el volumen y la densidad de Schiehallion, entonces podía hallarse la densidad de la Tierra. Una vez determinada, podrían obtenerse aproximaciones de las densidades absolutas de los demás planetas, sus satélites, e incluso el Sol, ya que en la época todos ellos se conocían relativos a la densidad terrestre. Además, con la realización del experimento se aplicaron por primera vez las curvas de nivel al estudio del relieve terrestre, proporcionando una útil herramienta a la cartografía.

## Contexto histórico y conceptual
Bajo un campo gravitatorio simétrico, cualquier péndulo queda suspendido verticalmente sin sufrir ninguna desviación. Sin embargo, si se coloca cerca de un objeto de masa lo suficientemente grande, como podría ser una montaña, la atracción gravitatoria de esta produciría una pequeña desviación en la plomada del péndulo, formando un ángulo con respecto a la vertical. Este ángulo podría determinarse con respecto a cualquier objeto de posición bien conocida, como podría ser una estrella, y medirse a ambos lados de la montaña. Si se lograse determinar el volumen y la densidad media de sus rocas, se tendría la masa de la montaña, y extrapolando estos valores se podría obtener la densidad media de la Tierra y, por extensión, su masa.
Isaac Newton había propuesto este experimento en sus Principia, pero pensó que no existiría ninguna montaña que produjera una desviación suficiente en la plomada como para ser medida:

Toda una montaña no sería suficiente para producir un efecto apreciable. Una montaña de [...] tres millas de alto y seis de ancho desviaría el péndulo apenas dos minutos de arco con respecto a la vertical; solamente en los planetas este efecto se podría apreciar.
Isaac Newton. Philosophiæ naturalis principia mathematica, 1687.

Aunque Newton dedujo que una montaña de esas características solamente se desviaría dos minutos de arco, este ángulo, aunque muy pequeño, podía detectarse con los instrumentos de la época.
La realización de este experimento afianzaría la ley de gravitación universal de Newton, además de obtenerse estimaciones de la masa y densidad terrestres. También podrían obtenerse valores razonables de las masas de otros cuerpos astronómicos, tales como los planetas, sus satélites o el Sol, ya que en aquella época se conocía exclusivamente la relación de sus masas y densidades con las de la Tierra. Con los datos del experimento también se podría haber hallado la constante de gravitación universal {\displaystyle G}, aunque este no fuera el objetivo de los experimentadores; no se obtendrían valores de esta constante hasta casi cien años después, por lo que se hubiera calificado de anacronismo.

## Búsqueda de la montaña

### Chimborazo, 1738

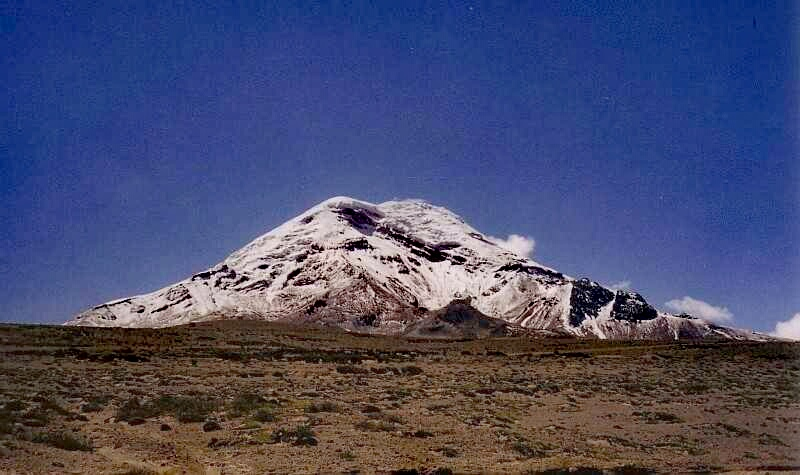
Chimborazo, en Ecuador, fue el emplazamiento del experimento de 1738.

Los primeros en intentar realizar el experimento fueron los astrónomos franceses Pierre Bouguer y Charles Marie de La Condamine, quienes eligieron el volcán Chimborazo, en el actual territorio de Ecuador (en aquella época pertenecía al Virreinato del Perú), en 1738. Su expedición había partido hacia América del Sur en 1738 con el objetivo de medir la longitud de un grado de latitud cerca del ecuador terrestre, pero aprovecharon la oportunidad para realizar el experimento de la desviación del péndulo. En diciembre de 1738, bajo arduas condiciones climáticas, llevaron a cabo un par de experimentos a altitudes de 4680 y 4340 m s. n. m.
Bouguer escribió en un artículo de 1749 que fueron capaces de detectar una desviación de 8 segundos de arco, pero desestimó los resultados alegando que el experimento se podría haber realizado en Francia o en Inglaterra bajo condiciones más favorables. No obstante, según Bouguer escribió, al menos el experimento había demostrado que la Tierra no era una esfera hueca, como algunos afirmaban en la época, entre ellos el astrónomo inglés Edmund Halley.

### Schiehallion, 1774

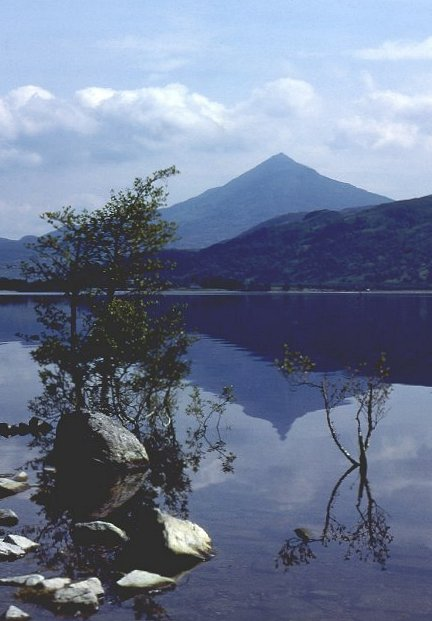
La simetría de Schiehallion vista desde Loch Rannoch.

En 1772, el Astrónomo Real Nevil Maskelyne propuso a la Royal Society la realización del experimento. Inicialmente sugirió como posibles emplazamientos la montaña Whernside, en Yorkshire, o el macizo de Helvellyn-Skiddaw, en Cumberland, todos ellos en Inglaterra. La Royal Society formó un Comité de Atracción para considerar el asunto, nombrando a Joseph Banks, Benjamin Franklin y al propio Maskelyne, entre sus miembros. Dicho comité encomendó al astrónomo Charles Mason la tarea de encontrar una montaña adecuada.
Tras una dilatada búsqueda a mediados de 1773, Mason finalmente informó de que la mejor candidata era Schiehallion, una montaña de 1083 m s. n. m. situada entre los lagos Loch Tay y Loch Rannoch, en las Tierras Altas Escocesas del centro del país. Fue elegida por su ubicación aislada del resto, de tal modo que no hubiera influencias gravitatorias debido a otras elevaciones; y por la simetría de su ladera este-oeste, debido a que de esta forma su volumen podría calcularse con mayor facilidad. La gran pendiente de sus laderas norte-sur permitía que las medidas pudiesen tomarse cerca del centro de gravedad de la montaña, maximizando así la desviación sobre el péndulo.
Sin embargo, Mason rechazó la dirección del experimento al frente de la comisión por un sueldo de una guinea diaria. El cargo recayó entonces sobre Maskelyne, para lo cual dejó sin atender temporalmente sus obligaciones como Astrónomo Real. Fue ayudado por los matemáticos Charles Hutton y Reuben Burrow, este último del Real Observatorio de Greenwich. Contrataron mano de obra para construir los observatorios que serían utilizados en el experimento. Entre los instrumentos astronómicos se incluían: un cuadrante de 30 cm que James Cook utilizaría más adelante en la expedición de 1789 para observar el tránsito de Venus; un sector cenital (telescopio ubicado en posición casi vertical) de 3 m; y un regulador (reloj de péndulo muy preciso) para contabilizar el tiempo en las observaciones astronómicas. Adquirieron también un teodolito y una cadena de Gunter para el estudio de la montaña, además de dos barómetros para determinar altitudes. La Royal Society financió generosamente el experimento, debido a que la expedición del tránsito de Venus acontecida unos años antes había sido costeada casi en su totalidad por el rey Jorge III del Reino Unido.

## Mediciones

### Astronómicas

El ángulo de desviación es la diferencia entre el cénit real, determinado mediante astrometría, y el cénit aparente, según la posición de la plomada.

Se construyeron dos observatorios al norte y al sur de la montaña, además de una cabaña para hospedar a los científicos y todo su material. Sin embargo, la mayoría de la mano de obra fue alojada en toscas tiendas de lona. Las mediciones astronómicas de Maskelyne fueron las primeras en realizarse. Para ello fue necesario determinar previamente las distancias cenitales respecto a la plomada para un conjunto de estrellas en el momento en el que pasaban exactamente por el sur. Las condiciones climáticas se tornaron a menudo complicadas debido a la niebla y a la lluvia. Aun así, el observatorio situado en el sur logró obtener 76 mediciones de 34 estrellas en una dirección, y 93 observaciones de 39 estrellas en la otra; el del norte consiguió 68 y 100 observaciones de 32 y 37 estrellas, respectivamente. Evitaron los errores sistemáticos por colimación que pudieran haber surgido en el sector cenital, mediante la realización de varias mediciones con el sector apuntando al este, y posteriormente al oeste.
Para determinar la desviación debida a la montaña, fue necesario tener en cuenta la curvatura de la Tierra: cualquier cambio en la latitud del observador, se vería también acompañado por un cambio en su cénit local. Tras contabilizar los efectos de otros fenómenos astronómicos, como la precesión, la aberración de la luz o la nutación, Maskelyne calculó que la diferencia entre los cénit locales de los observadores situados al norte y al sur de la montaña sería de 54.6 segundos de arco. Una vez que el equipo de agrimensores midió una diferencia de 42.94" de latitud entre los dos observatorios, Maskelyne pudo sustraer la contribución de este término, y pudo finalmente calcular la diferencia en la desviación medida: 11.6".
Maskelyne publicó en 1775 los resultados iniciales en las Transacciones Filosóficas de la Royal Society, utilizando los datos preliminares de la posición del centro de gravedad de la montaña. Esto le llevó a calcular una desviación de 20.9" suponiendo que las densidades medias de Schiehallion y de la Tierra fueran iguales. Como el resultado obtenido era la mitad de este valor, concluyó que la densidad media de la Tierra era aproximadamente el doble que la de Schiehallion, a la espera de valores más precisos sobre la densidad de la montaña que tendrían que llevar a cabo los agrimensores.
No obstante, Maskelyne escribió que la ley de gravitación universal de Newton había sido confirmada, pues aunque los resultados fueran todavía poco precisos, después de todo quedaba demostrado que las montañas producían una atracción gravitacional; el biógrafo Alexander Chalmers escribiría posteriormente en 1816 que «si todavía quedaba alguna duda respecto a la veracidad del sistema newtoniano, ahora se ha disipado por completo». La Royal Society otorgó a Maskelyne la Medalla Copley en 1775.

### Agrimensura
El trabajo de agrimensura se complicó debido a las inclemencias meteorológicas, por lo que la tarea se prolongó hasta 1776. Para calcular el volumen de la montaña fue necesario dividirla en una serie de prismas verticales y calcular el volumen de cada uno por separado. Para la tarea de triangulación, dirigida por Charles Hutton, los agrimensores obtuvieron miles de mediciones en cientos de puntos de la montaña. Además, los vértices de los prismas en ocasiones no coincidían exactamente con las alturas medidas. Para dar sentido a todos los datos, interpolaron una serie de líneas a intervalos fijos entre los valores medidos, señalando los puntos situados a la misma altura. Tras ello, no sólo determinaron fácilmente las alturas de los prismas, sino que de las líneas podía obtenerse rápidamente una primera impresión del relieve del terreno. Hutton había inventado las denominadas curvas de nivel, que serían ampliamente utilizadas en cartografía.
| Tabla de densidades del Sistema Solar de Hutton | Tabla de densidades del Sistema Solar de Hutton | Tabla de densidades del Sistema Solar de Hutton |
| Objeto                                          | Densidad, kg·m−3                                | Densidad, kg·m−3                                |
| Objeto                                          | Hutton, 1778                                    | Valor actual                                    |
| ----------------------------------------------- | ----------------------------------------------- | ----------------------------------------------- |
| Sol                                             | 1100                                            | 1408                                            |
| Mercurio                                        | 9200                                            | 5427                                            |
| Venus                                           | 5800                                            | 5204                                            |
| Tierra                                          | 4500                                            | 5515                                            |
| Luna                                            | 3100                                            | 3340                                            |
| Marte                                           | 3300                                            | 3934                                            |
| Júpiter                                         | 1100                                            | 1326                                            |
| Saturno                                         | 410                                             | 687                                             |

Hutton tuvo que realizar el laborioso proceso de cálculo las atracciones individuales debidas a cada uno de los prismas. Este cálculo le mantuvo ocupado durante dos años antes de que en 1778 publicara los resultados en un artículo de cien páginas en las Transacciones Filosóficas de la Royal Society. Calculó que, si la densidad de la Tierra y la de la montaña fueran iguales, la atracción de la Tierra sobre la plomada sería 9933 veces la de la montaña. Como la desviación real de la plomada fue de 11.6", y esta implicaba una relación 17 804:1 tras contar el efecto de la latitud en la gravedad, pudo así determinar que la densidad media de la Tierra era de {\displaystyle {\tfrac {17.804}{9933}}}, es decir, aproximadamente {\displaystyle {\tfrac {9}{5}}} de la densidad media de la montaña. El largo proceso de agrimensura de la montaña apenas afectó a los cálculos iniciales de Maskelyne. Hutton determinó que la densidad de Schiehallion era de 2500 kg·m−3, y por tanto la densidad de la Tierra correspondía a {\displaystyle {\tfrac {9}{5}}} de este valor, esto es, 4500 kg·m−3. (este valor es discrepante en un 20 % con respecto al valor actualmente aceptado de 5515 kg·m−3.).
El hecho de que la densidad media de la Tierra fuera apreciablemente mayor que la de las rocas superficiales significaba que existían capas de mayor densidad en sus profundidades. Hutton conjeturó correctamente que el núcleo terrestre debía estar compuesto por materiales metálicos, y que podría tener una densidad de unos 10 000 kg·m−3. Según sus estimaciones, esta parte metálica ocuparía el 65 % del diámetro de la Tierra. Con el valor medio de la densidad terrestre ya calculado, Hutton pudo asignar valores absolutos a las densidades de los planetas a partir de los relativos de la tabla de Joseph Lalande.

## Repeticiones y variaciones del experimento
En 1798, veinticuatro años después del experimento de Schiehallion, Henry Cavendish ideó un modo más preciso de determinar la densidad media de la Tierra. Utilizando una balanza de torsión muy sensible para medir la atracción entre dos grandes masas de plomo, Cavendish obtuvo un valor de 5448 ± 0.033 kg·m−3, con una discrepancia de solamente el 1 % con respecto al actual de 5515 kg·m−3. Este resultado no logró mejorarse hasta 1895; Charles Boys obtuvo un valor de 5527 kg·m−3 con el mismo dispositivo experimental que Cavendish, solo que mejorado con la utilización de fibras de cuarzo muy finas.
En 1811 John Playfair llevó a cabo un segundo estudio de Schiehallion; tras considerar que los estratos de las rocas estaban compuestos por materiales diferentes, sugirió una densidad entre 4560 y 4870 kg·m−3, aunque Hutton defendió posteriormente en un artículo de 1821 el valor original. Los cálculos de Playfair habían mejorado el valor de la densidad con respecto al actual, pero éste era todavía demasiado bajo y significativamente peor que el calculado por Cavendish unos años antes.

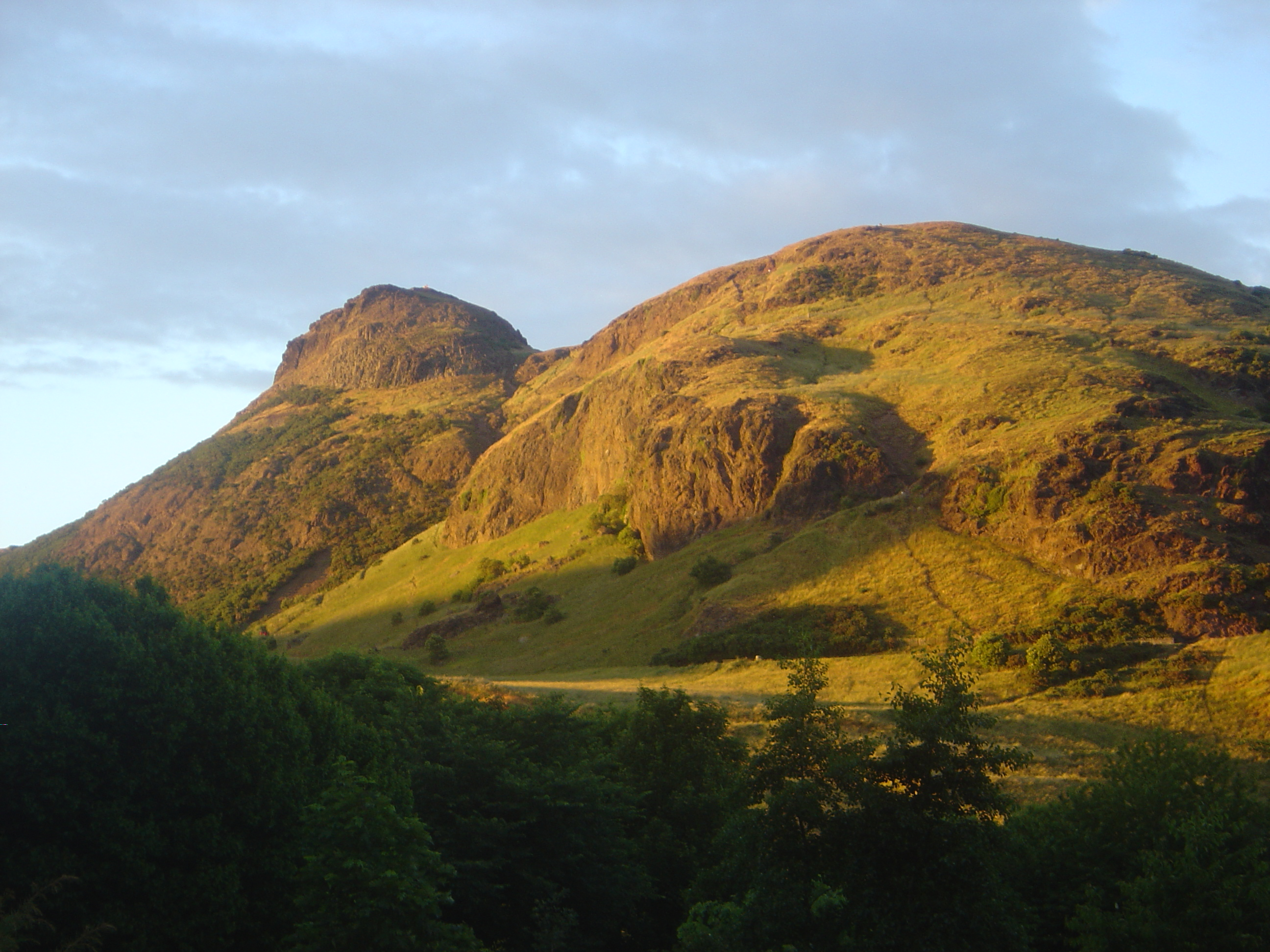
Arthur's Seat, en Edimburgo, fue el lugar elegido por Henry James en 1856 para repetir el experimento.

El experimento de Schiehallion fue repetido en 1856 por Henry James, director general de la Ordnance Survey, escogiendo esta vez la montaña Arthur's Seat, en Edimburgo. Con los recursos del Ordnance Survey a su disposición, James amplió el estudio topográfico a 21 kilómetros a la redonda, hasta los límites de Midlothian. Obtuvo una densidad de 5300 kg·m−3.
En 2005 se realizó una variación del experimento de 1774: en lugar de calcular diferencias locales en el cénit, se comparó de manera muy precisa el período de un péndulo en la cima y en los pies de Schiehallion. El período de un péndulo se relaciona con la aceleración de la gravedad local {\displaystyle g}; como en lo alto de la montaña {\displaystyle g} es menor, el período del péndulo será mayor (el péndulo se moverá más lentamente), pero la masa de la montaña contribuye a reducir esta diferencia. Este experimento tiene la ventaja de ser más sencillo de realizar que el original de 1774, aunque para lograr la precisión deseada debe poder medirse el período del péndulo en una parte entre un millón. El experimento arrojó un valor para la masa de la Tierra de 8.1 ± 2.4{\displaystyle \times }1024 kg, correspondiente a una densidad media de 7500 ± 1900 kg·m−3.
Desde el experimento de 1774 se han podido reexaminar los datos geofísicos, por lo que actualmente se pueden tener en cuenta algunos factores que originalmente no fueron posibles. Gracias a un modelo digital de terreno que abarca una región de 120 km de radio se ha logrado mejorar el conocimiento de la geología de Schiehallion, y, mediante la ayuda de un computador en 2007, se determinó en 5480 ± 250 kg·m−3 la densidad media de la Tierra. Comparado con el valor actual, 5515 kg·m−3, se advierte la gran precisión de las medidas astronómicas de Maskelyne.

## Procedimiento matemático

Diagrama de fuerzas de Schiehallion, donde el ángulo de desviación se ha exagerado.

Con tal de simplificar el experimento, solamente será analizada la atracción en uno de los lados de la montaña. Una plomada de masa {\displaystyle m} se encuentra situada a una distancia {\displaystyle d} del centro de gravedad {\displaystyle P} de la montaña de masa {\displaystyle M_{M}} y densidad {\displaystyle \rho _{M}}. Se desvía un pequeño ángulo {\displaystyle \theta } debido a la atracción {\displaystyle F} que la montaña ejerce hacia {\displaystyle P}, siendo {\displaystyle W} el peso de la plomada, el cual apunta hacia el centro de la Tierra. El vector suma de las fuerzas {\displaystyle W} y {\displaystyle F} resulta ser la tensión {\displaystyle T} de la cuerda que sostiene el péndulo. La Tierra posee masa {\displaystyle M_{T}}, radio {\displaystyle r_{T}} y densidad {\displaystyle \rho _{T}}.
Las dos fuerzas gravitatorias ejercidas sobre la plomada vienen dadas por la ley de gravitación de Newton:
{\displaystyle F={\frac {G\,m\,M_{M}}{d^{2}}},\quad W={\frac {G\,m\,M_{T}}{r_{T}^{2}}}}
donde {\displaystyle G} es la constante de gravitación universal. Dividiendo ambas magnitudes, {\displaystyle G} y {\displaystyle m} pueden eliminarse:
{\displaystyle {\frac {F}{W}}={\frac {(G\,m\,M_{M})\,/\,d^{2}}{(G\,m\,M_{T})\,/\,r_{T}^{2}}}={\frac {M_{M}}{M_{T}}}{\left({\frac {r_{T}}{d}}\right)}^{2}={\frac {\rho _{M}}{\rho _{T}}}{\frac {V_{M}}{V_{T}}}{\left({\frac {r_{T}}{d}}\right)}^{2}}
donde {\displaystyle V_{M}} y {\displaystyle V_{T}} son los volúmenes de la montaña y de la Tierra, respectivamente. En situación de equilibrio, las componentes vertical y horizontal de la tensión de la cuerda {\displaystyle T} se pueden relacionar con las fuerzas gravitatorias y con el ángulo de desviación {\displaystyle \theta }:
{\displaystyle W=T\cos \theta ,\quad F=T\sin \theta }
De este modo se obtiene:
{\displaystyle \tan \theta ={\frac {F}{W}}={\frac {\rho _{M}}{\rho _{T}}}{\frac {V_{M}}{V_{T}}}{\left({\frac {r_{T}}{d}}\right)}^{2}}
como se conocen los valores de {\displaystyle V_{T}}, {\displaystyle V_{M}}, {\displaystyle d} y {\displaystyle r_{T}}, midiendo el ángulo de desviación {\displaystyle \theta } se puede obtener un valor para la relación {\displaystyle {\tfrac {\rho _{T}}{\rho _{M}}}}:
{\displaystyle {\frac {\rho _{T}}{\rho _{M}}}={\frac {V_{M}}{V_{T}}}{\left({\frac {r_{T}}{d}}\right)}^{2}{\frac {1}{\tan \theta }}}